# Metempsicosis
La metempsicosis es una antigua doctrina basada en la idea tradicional de la constitución triple del ser humano (espíritu, alma y cuerpo), que dice relación con el del traspaso de ciertos elementos psíquicos de un cuerpo a otro, luego de ocurrida la muerte de un ser o jivatma (alma individual en notación occidental). En Occidente, la doctrina fue aceptada por el pitagorismo (mezcla de misterios Órficos y Eleusinos). El discíplo principal de Sócrates (léase Platón) funda en ella la teoría de la Reminiscencia con la cual plantea que el conocimiento surge gracias a la Anamnesis.

## Historia
La palabra metempsicosis viene del griego μετεμψύχωσις, compuesto de μετα- ("más allá"), Éν- ("en, dentro"; la n cambia a m  antes de p por eufonía); Ψυχη ("alma") y -ωσις (-osis = "proceso"). Suele traducirse como reencarnación, aunque ambos términos se refieren, sin embargo, a cosas distintas. Podría traducirse como "traspaso del Alma", escrita con mayúscula, puesto que el paso en cuestión se refiere al Alma del alma, es decir, al Espíritu, que es el que peregrina a través de los distintos seres, como el hilo atraviesa las cuentas de un collar, para vivificarlos momentáneamente. Para otros representa el correlato griego de la doctrina hindú de la transmigración de las almas.
Platón presenta dos mitos principales sobre la metempsicosis, respectivamente en el Fedón y en La República. Los mitos en Platón se ponen al mismo nivel, no de una forma superior ni inferior, al logos. Simplemente representan una visión verdadera del mundo, un verdadero conocimiento, pero a la que no se llega mediante la lógica, al igual que el Eros, es una vía alógica, es decir, no mediante la razón, el logos, sino mediante el mito.
El primer mito, de gran herencia órfica, reza lo siguiente: existen determinadas almas que en su vida terrenal viven de los excesos y las pasiones, y que cuando mueren, sus almas vagan como fantasmas en el Hades hasta que, debido al deseo, vuelven a cuerpos de hombres malvados o de animales más o menos salvajes, dependiendo de su nivel de virtuosismo en su vida; luego, se encuentran los hombres de virtud corriente, que reencarnan en animales más sociables o en hombres justos; y por último están los filósofos, que pueden estar junto a los dioses, o, parafraseando a los órficos, al más allá que viene tras la purificación del alma que, en este caso, siguiendo la tradición socrática, se encuentra en el ejercicio racional del alma, la filosofía.
El segundo mito lo presenta en la República, y lo menciona algo cambiado en el Fedro. Este dice que, en primer lugar, todos los hombres, dependiendo de su vida terrenal, tienen un premio o un castigo ultraterrenal. Este castigo, sin embargo, no puede ser eterno, pues toma como punto de partida el que las almas sean limitadas. Dice que si las almas son limitadas y los castigos son eternos, entonces habría un punto en el que no habrían más almas en la tierra, cosa que rechaza. Por ende, toma cómo conclusión que el premio o castigo tiene que ser en un ciclo limitado, y las almas luego encarnan en la tierra de nuevo. La duración de este ciclo limitado depende de la virtud o de cuántas cosas malas haya hecho en vida, pero  tiene un mínimo de 1000 años. Estos mil años proceden del cálculo siguiente: 100 x 10. El 100 proviene del número de años máximo para un ciclo de vida en la tierra, según lo determina Platón. El número 10 proviene de la tradición pitagórica que consideraba a este como un número perfecto y le agregaba un componente místico, tanto así que fueron los que constituyeron el sistema decimal que tenemos hoy.

## Descripción
Según Ananda Coomaraswamy, destacado orientalista, la metempsicosis no es sino la herencia directa o indirecta de las características psicofísicas del fallecido, características que no lleva con él al morir y que no son una parte de su esencia verdadera, sino solo su vehículo pasajero y más exterior. Se justificaría, de esta forma, el parecido que hay entre padre e hijo, por ejemplo.
René Guénon, filósofo francés, va más allá en su concepción de la metempsicosis. Según él, esta consistiría en lo siguiente: hay en el individuo elementos psíquicos que se disocian después de la muerte y pueden pasar entonces a otros seres vivos, hombres o animales, sin que eso tenga más importancia, en el fondo, que el hecho de que, después de la disolución del cuerpo de esa misma persona, los elementos que le componían puedan servir para formar otros cuerpos; en los dos casos, se trata de elementos mortales del individuo, y no de la parte imperecedera que es su ser real y que no es afectado de ninguna manera por esas mutaciones póstumas.
La disolución que sigue a la muerte no recae solo sobre los elementos corporales, sino también sobre algunos elementos que se pueden llamar psíquicos. Estos elementos (que, durante la vida, pueden haber sido propiamente conscientes o solo «sub-conscientes») comprenden concretamente todas las imágenes mentales que, al resultar de la experiencia sensible, han formado parte de lo que se llama memoria e imaginación: estas facultades o, más bien, estos conjuntos son perecederos, es decir, sujetos a disolverse porque, al ser de orden sensible, son literalmente dependencias del estado corporal; por otra parte, fuera de la condición temporal, que es una de las que definen este estado, la memoria no tiene evidentemente ninguna razón de subsistir.
Los espiritualistas, aunque afirman falsamente la antigüedad de la teoría reencarnacionista, dicen bien que no es idéntica a la metempsicosis; pero, según ellos, solo se distingue de ella en que las existencias sucesivas son siempre "progresivas", y en que deben considerarse exclusivamente los seres humanos:

Entre la metempsicosis de los antiguos y la doctrina moderna de la reencarnación hay una gran diferencia, a saber, que los espíritus rechazan de manera absoluta la transmigración del hombre a los animales, y viceversa. (Le Livre des espirits, p. 96.)
Allan Kardec

Generalmente se le confunde con la doctrina de la transmigración de las almas y con la idea de reencarnación. Respecto a la confusión con la reencarnación, dice Papus lo siguiente:

«Es menester no confundir jamás la reencarnación y la metempsicosis, puesto que el hombre no retrograda y el espíritu no deviene jamás un espíritu de animal, salvo en el plano astral, en el estado genial, pero esto es todavía un misterio».

Dice René Guénon, filósofo francés, respecto a esta misma confusión, diferenciando la metempsicosis de la reencarnación:

Entiéndase bien que, cuando se habla de reencarnación, eso quiere decir que el ser que ha estado ya incorporado retoma un nuevo cuerpo, es decir, que vuelve al estado por el que ya ha pasado; por otra parte, se admite que eso concierne al ser real y completo, y no simplemente a los elementos más o menos importantes que hayan podido entrar en su constitución a un título cualquiera.

Hay, en resumen, cuatro concepciones distintas sobre la metempsicosis:
- 1. La que la hace sinónimo de reencarnación, la que se define como la vuelta a la vida de un ego o individualidad luego de acaecida la muerte.

- 2. La que la hace sinónimo de la doctrina de la “transmigración de las almas”, que se define como la peregrinación del Espíritu en distintos cuerpos, del reino que fueren, a los que vivifica momentáneamente, mientras dura la vida de un ser y del cual se retira una vez muerto el ser en cuestión.

- 3. La que habla de la existencia de una suerte de germen psíquico que sería transmitido de generación en generación, así como en lo corporal la herencia se transmite a través del material genético. Sería la transmisión del carácter o temperamento de un ser hacia otro con el que se está más o menos emparentado.

- 4. La que la hace ser una mutación póstuma de desechos sensibles, constituidos por la memoria y la imaginación.

Es posible agregar, a modo de comentario, que la confusión que hace proliferar las elucubraciones sobre la metempsicosis se debe al deficiente conocimiento de la idea tradicional de la constitución triple del ser humano, lo que hace que se confunda, como primera cosa, el espíritu con el alma. Esta confusión no es nueva y se puede rastrear en distintos textos filosóficos posteriores al Renacimiento, particularmente en Descartes. Cabe destacar la alta adhesión que han alcanzado creencias como la reencarnación, fundada en este tipo de confusiones.